# Moogerfooger

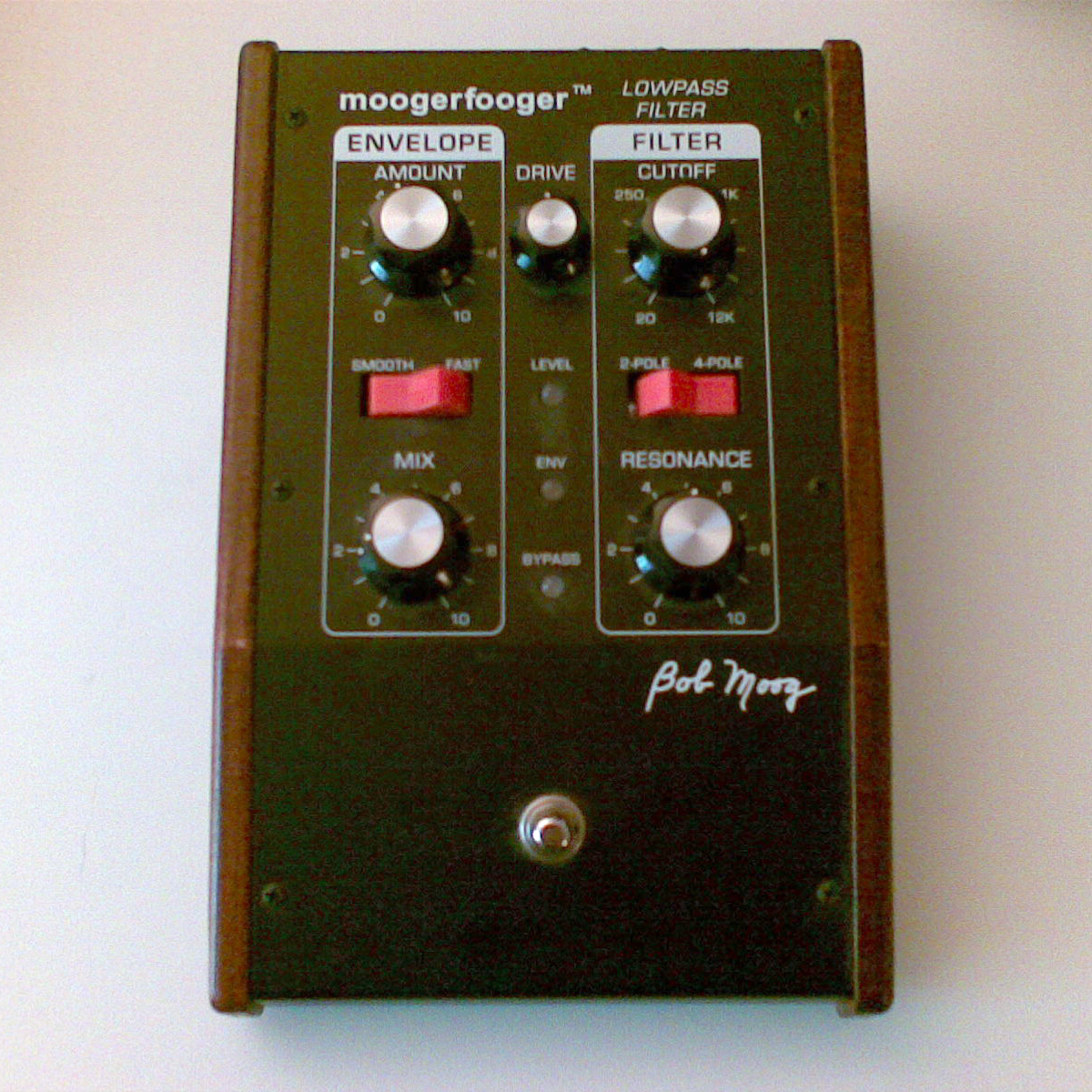
moogerfooger MF-101 Lowpass Filter

Il moogerfooger è un complemento per sintetizzatori Moog utilizzato principalmente per creare regolazioni personalizzate; va utilizzato collegandolo ad un sintetizzatore tramite un'uscita audio (di solito un moogerfooger ne possiede almeno 9). è molto piccolo: possiede 2 oscillatori (uno per il tipo di onda sonora e uno LFO, ma variano a seconda del modello) e un'uscita MIDI. Necessita di un'alimentazione di 9 volt.
Questo tipo di sintetizzatore Moog viene usato in tv dal 15 settembre 1997 nell'edizione della notte del TG5 e nella stessa testata giornalistica di Canale 5 riproduce lo squillo del campanello di un cancello. Veniva usato nei primi due anni, poi raramente, dopo dal 16 aprile 2018 al 18 aprile 2019 e dal 28 luglio al 2 agosto 2021, anche nella sigla di testa dell'edizione della mattina del telegiornale.